# فمینیسم پسااستعماری
فمینیسم پسااستعماری (به انگلیسی: Postcolonial feminism) شکلی از فمینیسم است که به‌عنوان پاسخی به فمینیسم با تمرکز بر تجربیات زنان در فرهنگ‌های غربی و مستعمرات توسعه یافت. فمینیسم پسااستعماری به‌دنبال توضیح روشی برای حل نژادپرستی و تأثیرات سیاسی، اقتصادی و فرهنگی طولانی‌مدت استعمار بر زنان غیرسفیدپوست و غیر غربی در دنیای پسااستعماری است. فمینیسم پسااستعماری در دهه ۱۹۸۰ به‌عنوان نقد نظریه‌پردازان فمینیست در کشورهای توسعه‌یافته که به گرایش‌های جهانی شدن ایده‌های فمینیستی جریان اصلی اشاره می‌کردند و استدلال می‌کرد که زنان ساکن در کشورهای غیرغربی به اشتباه نمایانده می‌شوند، سرچشمه گرفت.
فمینیسم پسااستعماری استدلال می‌کند که با استفاده از اصطلاح «زن» به‌عنوان یک گروه جهانی، تنها بر اساس جنسیتشان تعریف می‌شوند و نه طبق طبقه اجتماعی، نژاد، قومیت یا ترجیحات جنسی. فمینیست‌های پسااستعماری همچنین تلاش می‌کنند تا ایده‌های جنبش‌های بومی و دیگر جنبش‌های فمینیستی جهان سوم را در جریان اصلی فمینیسم غربی بگنجانند. فمینیسم جهان سوم از این ایده سرچشمه می‌گیرد که فمینیسم در کشورهای جهان سوم از جهان اول وارد نمی‌شود، بلکه از ایدئولوژی‌های داخلی و عوامل فرهنگی-اجتماعی سرچشمه می‌گیرد.
فمینیسم پسااستعماری گاهی اوقات توسط فمینیسم جریان اصلی مورد انتقاد قرار می‌گیرد، که استدلال می‌کند که فمینیسم پسااستعماری جنبش فمینیستی گسترده‌تر را با تقسیم آن تضعیف می‌کند. همچنین به‌دلیل تعصب غربی‌اش مورد انتقاد قرار می‌گیرد.

## نظریه
فمینیسم پسااستعماری جریان فکری نسبتاً جدیدی است که عمدتاً از کار نظریه‌پردازان پسااستعماری شکل می‌گیرد که به ارزیابی این موضوع می‌پردازند که چگونه روابط مختلف استعماری و امپریالیستی در طول قرن نوزدهم بر نحوه نگرش فرهنگ‌های خاص تأثیر گذاشته است. این نوع خاص از فمینیسم دیدگاه گسترده‌تری از لایه‌های پیچیده ستم که در هر جامعه وجود دارد را مشخص می‌کند.
فمینیسم پسااستعماری صرفاً به‌عنوان نقد فمینیسم غربی و تئوری پسااستعماری آغاز شد، اما بعداً به روشی رو به رشد برای تحلیل پرداختن به مسائل کلیدی در هر دو زمینه تبدیل شد. برخلاف جریان اصلی نظریه پسااستعماری، که بر تأثیرات طولانی استعمار بر نهادهای اقتصادی و سیاسی کنونی کشورها تمرکز دارد، نظریه‌پردازان فمینیست پسااستعماری علاقه‌‌مند به تحلیل این هستند که چرا نظریه پسااستعماری در پرداختن به مسائل جنسیتی ناکام است. فمینیسم پسااستعماری همچنین به‌دنبال روشن کردن گرایش فکر فمینیستی غربی برای اعمال ادعاهای خود در مورد زنان در سراسر جهان است، زیرا دامنه تئوری فمینیستی محدود است. به این ترتیب، فمینیسم پسااستعماری تلاش می‌کند ضعف‌های یافت‌شده را هم در نظریه پسااستعماری و هم در فمینیسم غربی توضیح دهد. مفهوم استعمار فضاهای مختلفی را در نظریه فمینیستی پسااستعماری اشغال می‌کند. می‌تواند به عمل تحت‌اللفظی تصاحب زمین یا اشکال بردگی اجتماعی، گفتمانی، سیاسی و اقتصادی در یک جامعه اشاره کند.